# Bota de Oro 2000-01

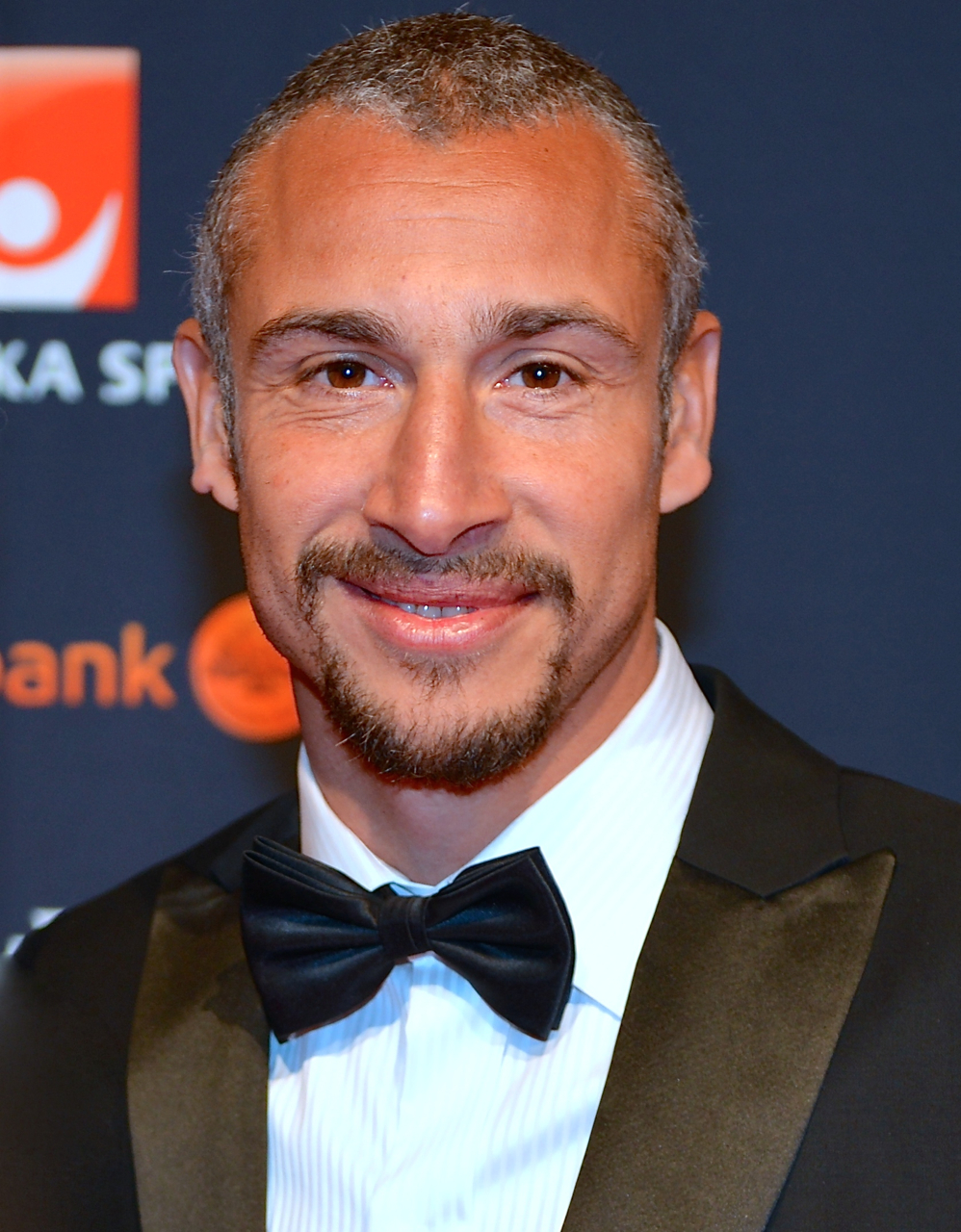
Henrik Larsson ganador de la bota de oro 2000-01.

La Bota de Oro 2000-01 fue un premio entregado por la European Sports Magazines al futbolista que logró la mejor puntuación luego de promediar los goles obtenidos en la temporada europea.
El ganador de este premio fue el jugador sueco Henrik Larsson por haber conseguido 35 goles en la Premier League de Escocia. Larsson ganó el premio cuando jugaba con el Celtic FC.

## Resultados
| Posición | Futbolista              | Club        | Campeonato                | Goles | Puntaje |
| -------- | ----------------------- | ----------- | ------------------------- | ----- | ------- |
| 1        | Henrik Larsson          | Celtic      | Premier League de Escocia | 35    | 52.5    |
| 2        | Hernán Crespo           | Lazio       | Serie A                   | 26    | 52      |
| 3        | Andriy Shevchenko       | Milan       | Serie A                   | 24    | 48      |
| 3        | Raúl González           | Real Madrid | La Liga                   | 24    | 48      |
| 5        | Jimmy Floyd Hasselbaink | Chelsea     | Premier League            | 23    | 46      |